# Wereldkampioenschap trial 2020 (vrouwen)
Het wereldkampioenschap trial 2020 is een wereldkampioenschap voor vrouwen dat werd verreden tussen 4 en 20 september 2020.

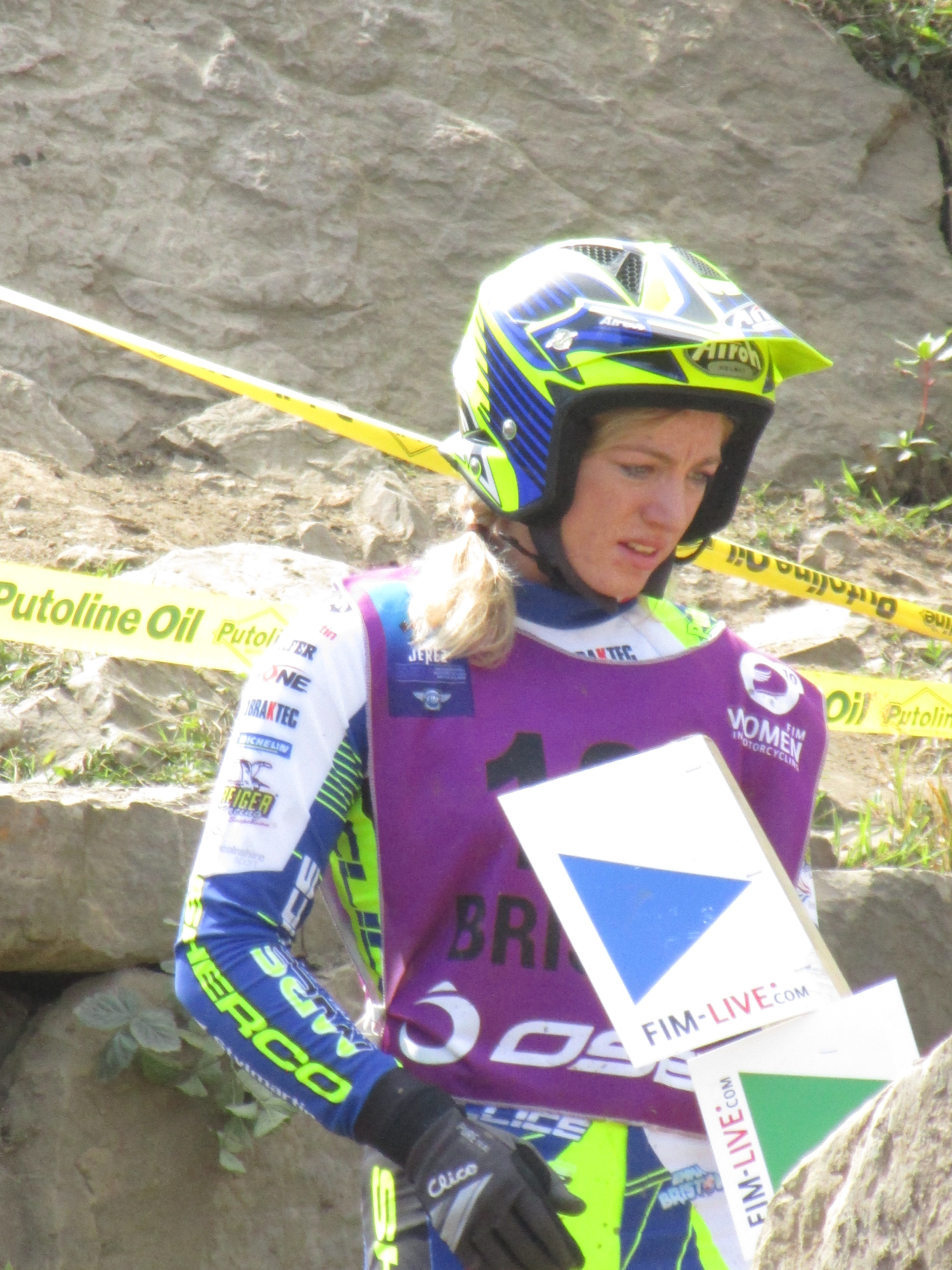
Wereldkampioene Emma Bristow

De Engelse Emma Bristow verdedigde met succes haar titel door alle wedstrijden te winnen. 

## Eindstand
| Nr. | Naam             | ITA | ITA | JAP | JAP | POR | POR | Totaal |
| --- | ---------------- | --- | --- | --- | --- | --- | --- | ------ |
| 1   | Emma Bristow     | 20  | 20  | 20  | 20  | 20  | 20  | 120    |
| 2   | Sandra Gómez     | 15  | 15  | 17  | 17  | 17  | 15  | 96     |
| 3   | Berta Abellan    | 17  | 17  | 15  | 15  | 15  | 17  | 96     |
| 4   | Madeleine Hoover | 11  | 13  | 13  |     |     |     | 37     |
| 5   | Caroline Moreon  | 13  | 11  | 11  |     |     |     | 35     |

2005 · 
2006 · 
2007 · 
2008 · 
2009 · 
2010 · 
2011 · 
2012 · 
2013 · 
2014 · 
2015 · 
2016 · 
2017 · 
2018 · 
2019 · 
2020